# THW-Jugend
Die THW-Jugend ist ein eingetragener Verein und vereinende Organisation aller Jugendgruppen des Technischen Hilfswerkes (THW) in Deutschland. Die THW-Jugend ist ein gemeinnütziger Verein, der in der Jugendarbeit tätig ist.

## Geschichte
Gegründet wurde der Verein „THW-Jugend e. V.“ in Ahrweiler im Jahre 1984. Aber bereits in den siebziger Jahren hatten sich in vielen Ortsverbänden Jugendgruppen gebildet, die aber noch nicht auf Bundesebene organisiert waren.
Mittlerweile teilen sich etwa 16.000 Jugendliche im Alter von 6 bis 17 Jahren auf 668 THW-Ortsjugenden auf. Die Jugendgruppen sind im Regelfall immer an einen THW-Ortsverband angegliedert.

## Ziele, Ausbildung und Unternehmungen
Die THW-Jugend hat das Ziel, ihre jugendlichen Mitglieder auf spielerische Weise an die Technik des Technischen Hilfswerkes heranzuführen, ganz unter dem Motto der THW-Jugend: „Spielend helfen lernen“. Ein Nebengedanke zur sinnvollen Beschäftigung der Jugendlichen innerhalb der THW-Jugendgruppe ist die Nachwuchsgewinnung für das THW.
Allerdings geht es dem Jugendverband nicht nur um Fachtechnik. Die fünf Säulen der Jugendarbeit, auf die die THW-Jugend sich inhaltlich stützt, lauten: Aktive Freizeitgestaltung, Bildungsarbeit, Fachtechnische Ausbildung, Internationale Zusammenarbeit und soziales Engagement.
Besonders großer Wert wird auf „allgemeine“ Jugendarbeit gelegt. Durch diese Aufteilung wird erreicht, dass den Junghelfern die Arbeit und Aufgaben des THW vermittelt werden, aber auch, dass sie den Umgang miteinander in der Gruppe erlernen.

### Landesjugendlager
Jede Landesjugend veranstaltet alle drei Jahre ein Landesjugendlager, bei dem viele Ortsjugenden teilnehmen. Zusätzlich zu den normalen Jugendlager-Aktivitäten wie Ausflüge und Workshops wird hier auch der Landesjugendwettkampf ausgetragen. Die jeweiligen Sieger ziehen weiter in den Bundesjugendwettkampf. Darüber hinaus gibt es noch kleinere Wettkämpfe, die sogenannten Bezirkswettkämpfe.

### Bundesjugendlager
Das Bundesjugendlager ist das logistisch herausforderndste Lager der THW-Jugend. Ortsjugenden aus ganz Deutschland nehmen am Lager teil. Zusätzlich zu den normalen Ausflügen und Workshops wird hier der Bundesjugendwettkampf veranstaltet. Dabei treten die Sieger der Landesjugendwettkämpfe gegeneinander an.
- 1985 Oberschleißheim (Bayern)
- 1987 Springe (Niedersachsen)
- 1990 Schwaigern (Baden-Württemberg)
- 1992 Gelsenkirchen (Nordrhein-Westfalen)
- 1994 Mühldorf am Inn (Bayern)
- 1996 Detmold (Nordrhein-Westfalen)
- 1998 Pinneberg (Schleswig-Holstein)
- 2000 Gunzenhausen (Bayern)
- 2002 Bostalsee (Saarland)
- 2004 Münsingen (Baden-Württemberg)
- 2006 Wismar (Mecklenburg-Vorpommern)
- 2008 Trier (Rheinland-Pfalz)
- 2010 Wolfsburg (Niedersachsen)
- 2012 in Landshut mit 4.000 Teilnehmern
- 2014 auf dem Gelände des ehemaligen JHQ Rheindahlen in Mönchengladbach mit ca. 4.600 Teilnehmer
- 2016 auf dem Gelände der Holstenhallen in Neumünster
- 2019 in Rudolstadt mit 5.000 Teilnehmern
- 2024 in Föhren bei Trier[4]

### Andere Aktivitäten
Neben dem Bundesjugendlager nehmen einige THW-Jugendgruppen im Rahmen der allgemeinen Jugendarbeit an internationalen Jugendbegegnungen teil.
Laut Dienstplan werden in regelmäßigen Abständen Ausbildungsveranstaltungen abgehalten. Hier erlernen die Junghelfer nicht nur THW-relevante Themen wie Seilkunde, Stegebau, Kartenkunde, Umgang mit OpenStreetMap, Ausleuchten von Einsatzstellen, Erste Hilfe, Transport von Verletzten, Holz- und Steinbearbeitung, es werden auch Spiele-, Film-, Bastel-, Grill- und Kameradschaftsabende veranstaltet. Gemeinsame Unternehmungen wie Zeltlager sind bei den Junghelfern besonders beliebt und bilden oft den Höhepunkt des Jahres.

## Junghelfer und Mitglieder der THW-Jugend

### Der Junghelfer
Die jugendlichen Mitglieder der THW-Jugend werden Junghelfer genannt. Junghelfer kann jeder werden, der das 6., aber noch nicht das 18. Lebensjahr vollendet hat. Diese Junghelfer werden dann im Rahmen ihrer Ausbildung auf die Tätigkeiten im THW vorbereitet.
Mitglied kann jeder werden, der ein Interesse an der Mitgliedschaft hat. Es können natürlich, wie bei jedem Verein, Personen jeden Alters aufgenommen werden. Sind diese Mitglieder aber nicht jugendlich und wirken nicht direkt im Rahmen der Ausbildung mit, werden diese Mitglieder nicht Junghelfer genannt.

### Bekleidung
Jeder Junghelfer erhält beim Eintritt eine speziell für die THW-Jugend angefertigte Jugendbekleidung. Diese ist 8-teilig (Hose, Jacke, Fleecejacke, Sicherheitsschnürschuhe, Multifunktionssocken, T-Shirt kurzarm, T-Shirt langarm, Schutzhelm) und sieht der Einsatzkleidung des Technischen Hilfswerkes sehr ähnlich. Jacke und Hose sind ebenfalls in blauer Grundfarbe und mit gelben Reflektorstreifen ausgestattet. Im Unterschied zur Einsatzkleidung sind die Ecken an den Aufsatztaschen der Hose sowie Schulterbereich und Innenkragen der Jacke in Hellblau gefasst. Die linke Brusttasche ist zudem mit dem THW-Jugend-Emblem versehen. Die Fleecejacke besitzt links auf Brusthöhe eine Innentasche und ist an derselben Stelle außen mit dem THW-Jugend-Emblem versehen.

### Leistungsabzeichen
Für Junghelfer gibt es bundesweit die Möglichkeit, ein Leistungsabzeichen in den Varianten Orange, Blau, Bronze, Silber und Gold zu erlangen.
Voraussetzungen:
- Orange:
  - mindestens 1 Jahr Mitglied bei der THW-Jugend
  - mindestens 8 Jahre

- Blau:
  - mindestens 1 Jahr Mitglied bei der THW-Jugend
  - mindestens 10 Jahre

- Bronze:
  - mindestens 1 Jahr Mitglied bei der THW-Jugend
  - mindestens 12 Jahre

- Silber:
  - mindestens 2 Jahre Mitglied bei der THW-Jugend
  - mindestens 14 Jahre
  - Erste-Hilfe-Kurs
  - Bronze-Abzeichen

- Gold:
  - mindestens 3 Jahre Mitglied bei der THW-Jugend
  - mindestens 16 Jahre
  - Erste-Hilfe-Kurs
  - Silber-Abzeichen

## Betreuung

### Ortsjugendbeauftragte
Ortsjugendbeauftragte sind Mitglied des OV-Stabes eines THW-Ortsverbands und Vorgesetzte der Jugendgruppe. Sie können, müssen aber nicht, gleichzeitig Ortsjugendleiter sein.

### (Orts-)Jugendleiter (OJL)
Er ist Funktionsträger der THW-Jugend e. V. (früher Jugendgruppenleiter). Der Ortsjugendleiter muss rechtsfähig sein und das 18. Lebensjahr vollendet haben. Er ist der „Vereinsvorsitzende“. Ihm steht mindestens ein Stellvertreter zur Seite. Gibt es im OV/Zuständigkeitsbereich mehrere Jugendgruppen, werden zusätzliche Jugendleiter gewählt. Die Ortsjugendleitung sollte die Jugendleitercard (Juleica) oder eine ähnliche Qualifikation, die sie zur Jugendarbeit befähigt, vorweisen können.
Die wichtigste Unterscheidung zwischen dem Ortsjugendbeauftragten und dem (Orts-)Jugendleiter liegt darin, dass der OJB Mitglied der Bundesanstalt THW ist, die Interessen der Jugendgruppe gegenüber dem THW zu vertreten hat und zuständig für die Ausbildung der Jugendgruppe ist. Er steht der Jugend als Ansprechpartner zu Fragen das THW und den OV betreffend zur Verfügung. Der (Orts-)Jugendleiter hingegen ist seitens der THW-Jugend der Leiter der Ortsjugend und für die THW-Jugend auf Ortsebene verantwortlich.
OJB und OJL stimmen sich eng bezüglich der THW-Jugendarbeit ab.

### Der Jugendsprecher (JuSpre)
Damit das Demokratieverständnis unter den Jugendlichen geprägt werden kann, wurde die Funktion Jugendsprecher ins Leben gerufen. Er ist Ansprechperson für die Junghelfer und vertritt ihre Belange gegenüber der Ortsjugendleitung. Der Jugendsprecher wird aus den Reihen der Mitglieder einer Jugendgruppe gewählt und muss Mitglied der Jugendgruppe sein. Ihm steht ein Stellvertreter zur Seite. Er wird ebenfalls zu Sitzungen des Ortsjugendvorstandes (bestehend aus OJL, stv. OJL und JuSpre und, wenn mehrere Jugendgruppen aktiv sind, Jugendleiter) eingeladen und ist hierbei stimmberechtigt.

## Übertritt zum THW

### Standardmäßige Übernahme
Nach Vollendung des 18. Lebensjahrs besteht für die Junghelfer die Möglichkeit, in den aktiven Dienst des Technischen Hilfswerkes übernommen zu werden. Dafür entscheiden sich jedes Jahr über 1.000 Junghelfer. Voraussetzung ist die bestandene Grundausbildungsprüfung.

### Kombinationsprüfung Leistungsabzeichen Gold
Ab dem Zeitpunkt, an dem ein Junghelfer das goldene Leistungsabzeichen ablegen kann, kann er alternativ auch die sogenannte Kombinationsprüfung ablegen. Dabei muss er die praktischen Aufgaben des Leistungsabzeichens sowie die Theorie der regulären Grundausbildungsprüfung absolvieren. Ist dies erfolgreich, wird der Junghelfer direkt bei Vollendung des 18. Lebensjahres zum vollwertigen Helfer der Bundesanstalt. In dem dazwischenliegenden Zeitraum kann er bereits einer Gruppe im technischen Zug zugeteilt werden.

## Jugend-Journal
Das Jugend-Journal ist die offizielle Mitgliederzeitschrift der THW-Jugend. Ihre Auflage besteht aus 18.000 kostenlosen Exemplaren, welche nicht im Handel erhältlich sind, sondern nur im Auftrag der Bundesgeschäftsstelle in Bonn über das THW-Logistikzentrum in Heiligenhaus versendet werden. Die Redaktion besteht aus 10 bis 15 rein ehrenamtlichen Mitgliedern, welche ihre redaktionelle Arbeit dabei von zuhause aus erledigen, feste Redaktionsräume wie bei anderen Zeitschriften gibt es dabei nicht. Lediglich zweimal im Jahr treffen sich die Mitglieder der Redaktion zum Austausch, zur Festlegung kommender Beiträge und Verteilung von Aufgaben an wechselnden Orten. Neben den festen Redaktionsmitgliedern werden auch Fremdautoren tätig: beispielsweise für Reportagen, Fachbeiträge und insbesondere zur Rubrik „Live dabei“, unter der die Jugendgruppen Beiträge über ihre Veranstaltungen zusenden können.

## Arbeitsgemeinschaft der helfenden Jugendverbände
Die THW-Jugend e. V. gehört der Arbeitsgemeinschaft der helfenden Jugendverbände (H7) an, dem Zusammenschluss der Nachwuchsorganisationen der im Bevölkerungsschutz aktiven Organisationen. Weitere Mitglieder sind die Arbeiter-Samariter-Jugend, die Jugend der Deutschen Lebens-Rettungs-Gesellschaft, die Jugendfeuerwehr, das Jugendrotkreuz, die Johanniter-Jugend und die Malteser Jugend.